# Katzenbach (Mont Tonnerre)
Pour les articles homonymes, voir Katzenbach.
Katzenbach  est une municipalité allemande située dans le land de Rhénanie-Palatinat et l'arrondissement du Mont-Tonnerre.